# کارینو ایرلاینز
کارینو ایرلاینز (به انگلیسی: Karinou Airlines) یک شرکت هواپیمایی با کد یاتا U5 است. دفتر مرکزی کارینو ایرلاینز در بانگی، جمهوری آفریقای مرکزی واقع شده‌است و قطب این شرکت هواپیمایی در فرودگاه بین‌المللی بانگوئی ام‌پوکو، جمهوری آفریقای مرکزی قرار دارد و به ۱۰ مقصد، پرواز مستقیم انجام می‌دهد.